# BXW (日本の音楽グループ)
BXW（ビーエックスダブリュー）は、2020年に結成された日本の4人組ボーイズグループ。
グループ名の由来は「ダークな恰好良さ（ブラック）」と「無垢な可愛さ（ホワイト）」を併せ持つ「Black × White」。
愛称・略称は「ビエク」。ファン名は「CROSS(クロス)」。

## 略歴

### 2020年
- 2月3日 - BXWとしての活動開始を発表、公式Twitterのフォロワー数が5時間足らずで1万人を超える[1]。
- 2月12日 - ファン名を「CROSS(クロス)」とすることを発表[4]。
- 4月3日 - 井汲大翔の加入を発表[5]。
- 5月16日 - 北川玲叶、井汲大翔、東伊織の脱退と所属事務所からの退所を発表[6]。
- 8月31日 - 瀬川晋太郎、磨田寛大の加入を発表[7][8]。
- 10月24日 - グループ初のオンラインイベント「BXW 1st Online Event ～TAKAIYUMENI～」を開催[2]。
- 12月28日 - グループ初のオフラインイベント「BXW 1st Fan Meeting ～For CROSS～」を開催[3]。

### 2021年
- 1月26日 - デビューミニアルバム「Two-sided」をリリース[9]。
- 7月20日 - シングル「ADVANCE」をリリース。
- 12月28日 - シングル「EMOTION」をリリース。

### 2022年
- 3月19日 - グループ初のワンマンライブ「BXW FIRST ONEMAN LIVE-CONTINUE-」を開催。[10]
- 3月21日 - シングル「CONTINUE」の発売を記念したインストアライブツアーを開催。[11]
- 4月26日 - シングル「CONTINUE」をリリース。[12]
- 6月20日 - フリー(無銭)ライブ「BXWフリーライブやるってよ ～サイコロ～」を開催。[11]
- 8月16日 - ワンマンライブ「BXW 2nd ONEMAN LIVE -BEYOND-」を開催。[11]
- 8月28日 - アパレルブランド「SPINNS」とタイアップしたインストアライブツアー「BXW×SPINNS INSTORE LIVE TOUR -PLAYGROUND-」を開催。[11]
- 11月12日 - 2ndワンマンライブチケット公約(完売)達成記念として、グループ初のディナーショー「BXW Premium Dinner Show in BIRDLAND ROPPONGI」をバードランド六本木で開催予定。[13]

### 2023年
- 6月3日 - 7月29日のライブをもっての無期限活動休止と北岡謙人の退所を発表[14]。
- 7月29日 - 「BXW FINAL LIVE -DearCROSS-」をもって無期限活動休止。

## メンバー

### 現メンバー
| メンバー名       | 出身地                   | 生年月日               | ポジション               | メンバーカラー | 色種 | 備考 |
| ---------------- | ------------------------ | ---------------------- | ------------------------ | -------------- | ---- | --- |
| 北岡謙人         | 日本大阪府               | 2000年6月9日（24歳）   | リーダー・メインラッパー | グリーン       |      | - PRODUCE 101 JAPAN出演（最終順位48位） - キャッチフレーズ - 色白リーダー - 趣味・特技 - メールのタイピング・ネットサーフィン |
| グチェレスタケル | フィリピン ・ 日本千葉県 | 2001年12月11日（23歳） | メインボーカル           | ブルー         |      | - PRODUCE 101 JAPAN出演（最終順位71位） - キャッチフレーズ - メインヴォーカル - 趣味・特技 - 歌・バスケ                       |
| 早川大輔         | 日本福岡県               | 2000年4月21日（24歳）  | サブボーカル             | パープル       |      | - キャッチフレーズ - ビジュアル担当 - 趣味・特技 - アクロバット・筋トレ・サッカー                                             |
| 磨田寛大         | 日本三重県               | 1999年9月1日（25歳）   | リードボーカル           | イエロー       |      | - PRODUCE 101 JAPAN出演（最終順位25位） - キャッチフレーズ - BXWの最年長 - 趣味・特技 - 世界で1番かわいいぴよぴよ             |
| 瀬川晋太郎       | 日本大阪府               | 2004年10月24日（20歳） | リードダンサー           | レッド         |      | - キャッチフレーズ - 末っ子リードダンサー - 趣味・特技 -                                                                      |

### 元メンバー
| メンバー名 | 出身地     | 生年月日               | ポジション                   | 備考 |
| ---------- | ---------- | ---------------------- | ---------------------------- | --- |
| 井汲大翔   | 日本大阪府 | 2002年8月23日（22歳）  | リードダンサー・サブボーカル | - PRODUCE 101 JAPAN出演（最終順位36位） - キャッチフレーズ - 弟ダンサー - 趣味・特技 - K-POP動画を見ること          |
| 北川玲叶   | 日本宮崎県 | 2002年9月29日（22歳）  | リードラッパー・サブボーカル | - PRODUCE 101 JAPAN出演（最終順位26位） - キャッチフレーズ - 末っ子ラッパー - 趣味・特技 - 写真撮影・ダンス・ピアノ |
| 東 伊織    | 日本兵庫県 | 1998年12月15日（26歳） | サブボーカル・サブラッパー   | - キャッチフレーズ - ビジュアル担当 - 趣味・特技 - 球技                                                             |

## ディスコグラフィー

### ミニアルバム
| No. | リリース日    | タイトル  | 収録曲 | レーベル    | 規格品番   | 形態        |
| --- | ------------- | --------- | --- | ----------- | ---------- | ----------- |
| 1st | 2021年1月26日 | Two-sided | 1. TAKAIYUMENI 2. CANDY 3. For You 4. TAKAIYUMENI (Remix) 5. TAKAIYUMENI [Instrumental] 6. CANDY [Instrumental] 7. For You [Instrumental] 8. TAKAIYUMENI (Remix) [Instrumental] | CROSS Label | CROSS-1001 | 初回限定盤A |
| 1st | 2021年1月26日 | Two-sided | 1. TAKAIYUMENI 2. CANDY 3. For You 4. TAKAIYUMENI (Remix) 5. TAKAIYUMENI [Instrumental] 6. CANDY [Instrumental] 7. For You [Instrumental] 8. TAKAIYUMENI (Remix) [Instrumental] | CROSS Label | CROSS-1002 | 初回限定盤B |
| 1st | 2021年1月26日 | Two-sided | 1. TAKAIYUMENI 2. CANDY 3. For You 4. TAKAIYUMENI (Remix) 5. TAKAIYUMENI [Instrumental] 6. CANDY [Instrumental] 7. For You [Instrumental] 8. TAKAIYUMENI (Remix) [Instrumental] | CROSS Label | CROSS-1003 | 通常盤      |

### シングル
| No. | リリース日     | タイトル | 収録曲 | レーベル    | 規格品番   | 形態        |
| --- | -------------- | -------- | --- | ----------- | ---------- | ----------- |
| 1st | 2021年7月20日  | ADVANCE  | 1. MARCH 2. 打ち上がれ 3. MARCH (Instrumental) 4. 打ち上がれ(Instrumental)                                             | CROSS Label | CROSS-1004 | 初回限定盤A |
| 1st | 2021年7月20日  | ADVANCE  | 1. MARCH 2. 打ち上がれ 3. MARCH (Instrumental) 4. 打ち上がれ(Instrumental)                                             | CROSS Label | CROSS-1005 | 初回限定盤B |
| 1st | 2021年7月20日  | ADVANCE  | 1. MARCH 2. 打ち上がれ 3. MARCH (Instrumental) 4. 打ち上がれ(Instrumental)                                             | CROSS Label | CROSS-1006 | 通常盤      |
| 2nd | 2021年12月28日 | EMOTION  | 1. ONE 2. 24/7 3. ONE [Instrumental] 4. 24/7 [Instrumental]                                                            | CROSS Label | CROSS-1007 | BLACK ver.  |
| 2nd | 2021年12月28日 | EMOTION  | 1. ONE 2. 24/7 3. ONE [Instrumental] 4. 24/7 [Instrumental]                                                            | CROSS Label | CROSS-1008 | WHITE ver.  |
| 3rd | 2022年4月26日  | CONTINUE | 1. Dreamer 2. Candy Run 3. HURRICANE 4. Dreamer [Instrumental] 5. Candy Run [Instrumental] 6. HURRICANE [Instrumental] | CROSS Label | CROSS-1009 | BLACK ver.  |
| 3rd | 2022年4月26日  | CONTINUE | 1. Dreamer 2. Candy Run 3. HURRICANE 4. Dreamer [Instrumental] 5. Candy Run [Instrumental] 6. HURRICANE [Instrumental] | CROSS Label | CROSS-1010 | WHITE ver.  |

### ミュージックビデオ
| 年     | 作品名    | ミュージックビデオ | 公開日         |
| ------ | --------- | ------------------ | -------------- |
| 2020年 | Two-sided | TAKAIYUMENI        | 2020年10月22日 |
| 2021年 | Two-sided | CANDY              | 2021年1月20日  |
| 2021年 | ADVANCE   | 打ち上がれ         | 2021年4月28日  |
| 2021年 | ADVANCE   | MARCH              | 2021年5月26日  |
| 2021年 | EMOTION   | ONE                | 2021年10月23日 |
| 2021年 | EMOTION   | 24/7               | 2021年11月20日 |
| 2022年 |           | PLAYGROUND         | 2022年9月8日   |

## イベント
- 「BXW 1st Online Event ～TAKAIYUMENI～」（2020年10月24日、ミクチャ）[2][24]

- 「BXW 1st Fan Meeting ～For CROSS～」（2020年12月28日、立川ステージガーデン）[3]

- 「BXW FIRST ONEMAN LIVE -CONTINUE-」（2022年3月19日、CHICHALL渋谷）[10]
- 「BXWフリーライブやるってよ ～サイコロ～」(2022年6月20日、五反田G2)[11]
- 「BXW 2nd ONEMAN LIVE -BEYOND-」(2022年8月13日、五反田G4)[11]

## 出演

### テレビ
- テレビ西日本「加藤浩次のちゃっかりバズってます‼︎」 7月エンディングテーマ「MARCH」（2021年7月16日～）[10]
- TBS「ひるおび！」8月度エンディングテーマ「MARCH」（2021年8月2日～）[10]
- テレビ東京「月～金お昼のソングショー ひるソン！」（2021年8月3日）[10]※BXW初の地上波歌番組への出演
- TBSテレビ「開運音楽堂」「ONE」MVオンエア（2021年12月25日）[25]
- TBS「ひるおび！」1月度エンディングテーマ「24/7」（2022年1月4日～）[10]

### ラジオ
- 宮☆桃ラジオ（2020年12月18日、渋谷クロスFM）[26] ※北岡謙人、早川大輔、磨田寛大の3名が出演
- 渋谷のラジオの惑星～ぴぴっと侵略～（2021年12月6日、渋谷のラジオ）[27]※北岡謙人・瀬川晋太郎が出演
- 中澤卓也のMUSICHOUR（2021年12月18日～21日、）[28]※北岡謙人・磨田寛大が出演

### 動画配信
- ミクチャ「BXWの部屋」全8回（2021年1月7日〜2021年2月25日）
- ABEMA「DDTの木曜The NIGHT」（2021年3月25日放送）[10]※磨田寛大・早川大輔が出演

### 雑誌
- ロックスエンタテイメント「BOYS FILE Vol.06 Sexy」（2021年5月28日発売）[10]※磨田寛大が掲載
- ロックスエンタテイメント「BOYS FILE Vol.07 JAPONISM」（2021年5月28日発売）[10]※早川大輔が掲載
- 主婦の友社「Ray 2021年10月号」（2021年08月20日発売）[10]

### イベント
- 関西コレクション2020S/S（2020年3月1日）[29] ※新型コロナウイルスの影響により中止
- シンデレラフェス Vol.7（2020年4月1日）[30] ※新型コロナウイルスの影響により中止
- 第7回 花の○年組（2020年11月14日）[31] ※早川大輔が出演
- REUNION supported by Ultimation -White day 2021 Edition-（2021年3月14日）※オンラインライブ[10]
- BUZZ-UP 2021 spring（2021年3月24日、豊洲PIT）[10]
- シンデレラフェス Vol.8オンライン（2021年3月31日、さいたまスーパーアリーナ）[10]
- ＆ VELLE.J #2（2021年4月30日、梅田Zeela）[10]
- @JAM MEN 2021（2021年7月17日、品川インターシティホール）[32]
- 新星堂presents Cheer Up! Boys in Nagoya＠アスナル金山〜ちあぼ なごやFESTIVAL.2021 SUMMER〜（2021年7月23日）[10]
- CONNECT Special@福岡ポケット（2021年8月28日）[10]※磨田寛大、北岡謙人、早川大輔、グチェレスタケルが出演、BXW初となる早川大輔の地元、福岡でのイベント
- BOYS PANIC 2021〜SUMMER PARTY〜[10]（2021年8月2日、新木場STUDIO COAST）
- KANSAI COLLECTION 2021A/W ミクチャステージ（2021年9月5日、京セラドーム大阪）[33]※磨田寛大・早川大輔が出演
- 楽遊BOYSフェス in 新宿ReNY（2021年9月21日）[34]
- Puzzle Piece1 ～Piece of a Dream～（2021年11月13日、大阪・なんばHatch）[35]※グチェレスタケル・北岡謙人・磨田寛大が出演
- 札幌コレクション 2021 ONLINE WINTER Edition　OPENING ACT（2021年11月9日）[36]
- ミンナアリガトウ Vol.18 (2021年11月26日、川崎・CLUB CITTA')[37]
- AKIBAカルチャーズZONE presents 特別公演『AKIBA MENS NIGHT』 powered by R4G（2021年11月27日、秋葉原・AKIBAカルチャーズ劇場）[38]
- SHIBUYA SWISH ~Year End PARTY 2021~ 1st SHOW, 2nd SHOW（2021年12月29日、渋谷・clubasia）[39]
- JAPAN EXPO THAILAND 2022 (2022年1月21日～23日、オンライン出演）[40]
- マガツノート Special Event「解放区」 (2022年3月16日、ZeppDiverCity)[41]
- SHIBUYA SWISH～Spring Edition～DAY2 (2022年4月1日、clubasia)[11]
- CONNECT Special＠福岡ポケット (2022年4月16日、福岡・福岡ポケット)[42]
- KJフェス in 大阪 (2022年5月7日、大阪・MBSちゃやまちプラザ)[43]
- BXWローズデー Special LIVE in ららぽーと TOKYO-BAY (2022年5月14日)[44]　※荒天の為中止
- 札幌コレクション2022 S/S (2022年5月29日、北海道・札幌コンベンションセンター)[45]
- UTAGE☆2022 June (2022年6月3日、新宿KeyStudio)[46]
- トーキョークライマックス vol.19 (2022年6月10日、新宿KeyStudio)
- Next Live Rec powered by シェアリーハウス (2022年6月12日、なかのZEROホール)
- マガツノート 2nd Special Event 「解放区-初夏の陣-」 (2022年6月18日、KT Zepp Yokohama)
- UTAGE SING!SING!SING! (2022年7月3日、渋谷ストリームホール)
- SHIBUYA HOLIC (2022年7月12日、clubasia)
- STREET FES 2022 (2022年7月15日、新宿KeyStudio)
- トーキョークライマックス (2022年7月15日、埼玉・大宮アルシェ)
- IWGP FES (2022年7月17日、池袋西口公園野外劇場)
- AKIBA MENS NIGHT Vol.2 (2022年7月23日、AKIBAカルチャーズ劇場)
- BXW Summer Special Live in ららぽーとTOKYO-BAY (2022年7月31日) ※代替開催
- BXWミニフリーライブ in イオンモール千葉ニュータウン (2022年8月6日)
- 喰らいマックス Supported By くじライブ DAY6『山本亮太フェス』 (2022年8月7日) ※イベント中止
- STREET FES 2022 (2022年8月19日、新宿KeyStudio)
- BXWミニフリーライブ in イオンモール羽生 (2022年8月20日)
- RESPECT FOR GEEKS vol.2 powered by #R4G (2022年8月21日、渋谷WOMB)
- トーキョークライマックス (2022年8月24日、clubasia)
- トーキョークライマックス (2022年8月27日、KAMEIDO CLOCK)
- RED゜ NEXT WAVE FES (2022年9月19日、RED゜ TOKYO TOWER SKY STADIUM)

### コラボレーション
- Gratte 渋谷/吉祥寺パルコ/横浜ビブレ/仙台/大阪日本橋/岡山 (2021年7月20日～8月22日)[47]
- SODABAR 横浜店 (2021年12月16日～23日)[48] ※来店イベント開催
- TOWER RECORDS CAFE 渋谷店/名古屋栄スカイル店/梅田NU茶屋町店 (2022年1月25日～30日)[49]
- DMMスクラッチ(2022年6月4日～7月3日) ※オンラインくじコラボ[11]
- SODABAR 恵比寿店(2022年7月9日)※磨田寛大一日店長イベント[11]
- SPINNS(2022年8月28日～9月24日)※アパレル＆グッズのコラボレーション、インストアライブツアー[50]
- GiGO(2022年9月17日～順次)※プライズ景品、USEN連動企画、フォロー＆リツイートキャンペーン[51]